# 卢瓦尔河畔尚特奈
卢瓦尔河畔尚特奈（法語：Chantenay-sur-Loire，法語發音：[ʃɑ̃tnɛ syʁ lwaʁ]）是法国大西洋卢瓦尔省的一个旧市镇。1908年，卢瓦尔河畔尚特奈与市镇杜隆并入南特。

## 地理
卢瓦尔河畔尚特奈（47°12'25.1"N, 1°35'41.9"W）位于法国卢瓦尔河地区大区大西洋卢瓦尔省，该省份为法国西北部沿海省份，位于布列塔尼半岛东南部，北起伊勒-维莱讷省，西北接莫尔比昂省，西临大西洋，南至旺代省，东临曼恩-卢瓦尔省。
卢瓦尔河畔尚特奈的时区为UTC+01:00、UTC+02:00（夏令时）。

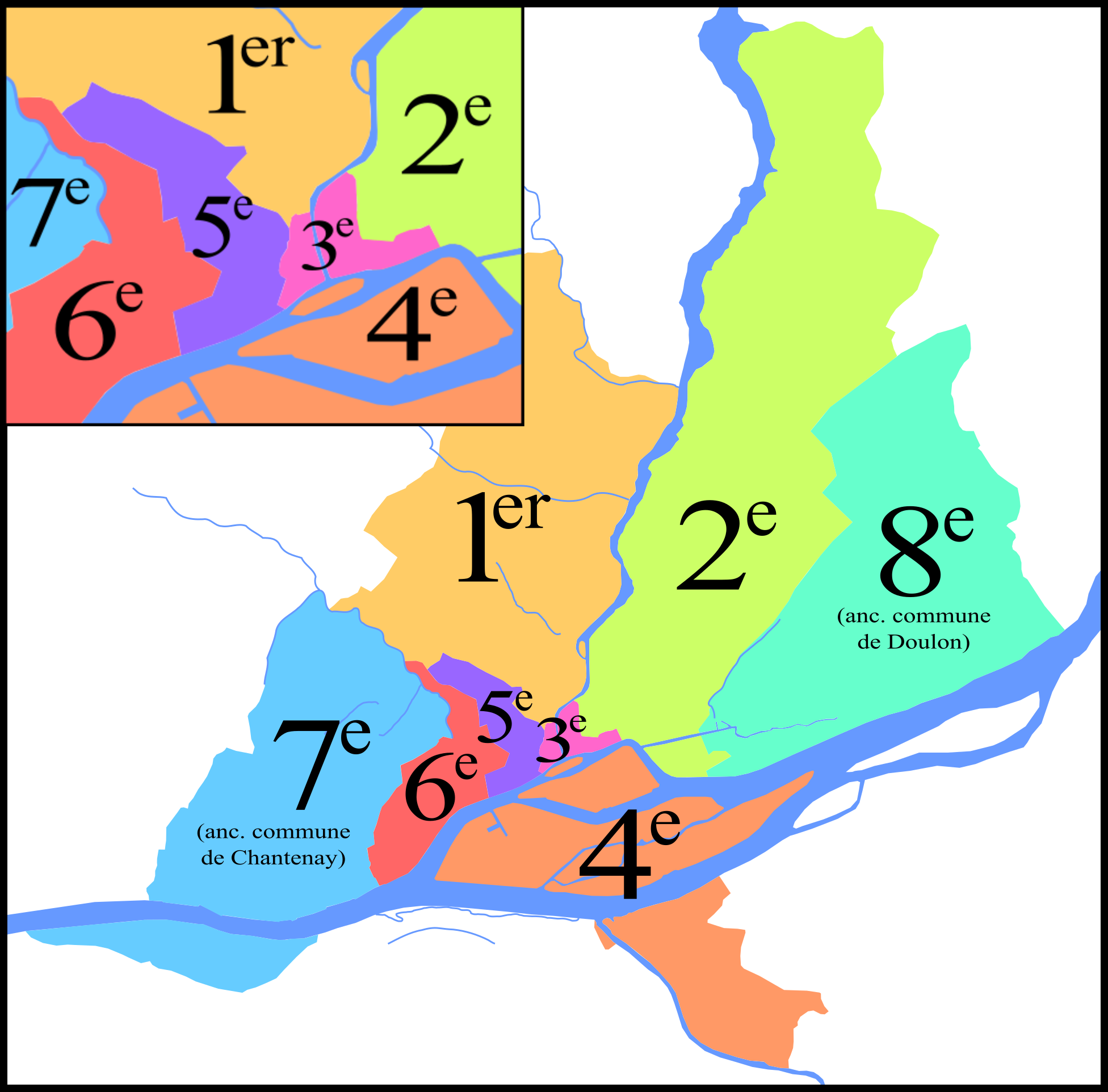
1926年南特旧区份地图，原卢瓦尔河畔尚特奈市镇对应南特第7区

## 行政
卢瓦尔河畔尚特奈的邮政编码为44100。

## 人口
卢瓦尔河畔尚特奈于1906年时的人口数量为21671人。